# Saccopteryx leptura
Saccopteryx leptura (Schreber, 1774) è un pipistrello della famiglia degli Emballonuridi diffuso nel Continente americano.

## Descrizione

### Dimensioni
Pipistrello di piccole dimensioni, con la lunghezza della testa e del corpo tra 38 e 51 mm, la lunghezza dell'avambraccio tra 37 e 43 mm, la lunghezza della coda tra 9 e 19 mm, la lunghezza del piede tra 6 e 10 mm, la lunghezza delle orecchie tra 12 e 15 mm e un peso fino a 6 g.

### Aspetto
La pelliccia è soffice, densa e si estende sulle membrane alari fino all'altezza dei gomiti e delle ginocchia. Le parti dorsali sono marroni scure, con due strisce biancastre che si estendono dalle spalle fino alla groppa, mentre le parti ventrali sono leggermente più chiare. Il muso è appuntito, con il labbro superiore che si estende leggermente oltre quello inferiore, le narici sono ravvicinate, si aprono frontalmente e sono separate da un solco verticale. Gli occhi sono relativamente grandi. Le orecchie sono corte, strette, ben separate tra loro, arrotondate, rivolte all'indietro e con una concavità sul bordo esterno appena sotto l'estremità arrotondata. Il trago è stretto, diritto, con l'estremità arrotondata e un piccolo lobo triangolare alla base posteriore. Le membrane alari sono bruno-nerastre e attaccate posteriormente sulle caviglie. È presente una sacca ghiandolare tra l'avambraccio è il primo metacarpo con l'apertura anteriore, ben sviluppata nei maschi, più rudimentale nelle femmine. La coda è lunga e fuoriesce dall'uropatagio a circa metà della sua lunghezza. Il calcar è lungo. Il cariotipo è 2n=38 FNa=38.

### Ecolocazione
Emette ultrasuoni sotto forma di impulsi a frequenza di 45–95 kHz con massima energia a 55–60 kHz.

## Biologia

### Comportamento
Si rifugia in gruppi di 1-9 individui, solitamente un paio di adulti con i loro piccoli, nelle cavità degli alberi e tra le giunzioni di grossi rami con i tronchi. Ogni gruppo difende il proprio territorio di caccia dai vicini. L'attività predatoria inizia presto la sera ed avviene sotto la volta forestale, per spostarsi successivamente sopra di essa al giungere del buio.

### Alimentazione
Si nutre di insetti, incluse le falene.

### Riproduzione
Femmine gravide sono state catturate in Perù a ottobre e dicembre. Danno alla luce un piccolo alla volta al culmine della stagione delle piogge e successivamente tra ottobre e novembre.

## Distribuzione e habitat
Questa specie è diffusa nello stato messicano del Chiapas, Belize, Guatemala, Honduras, El Salvador, Nicaragua, Costa Rica, Panama, Colombia, Venezuela, Guyana, Suriname, Guyana francese; Ecuador e Perù orientali, Brasile, Bolivia settentrionale e sulle isole di Margarita e Trinidad.
Vive nelle foreste sempreverdi e decidue fino a 500 metri di altitudine.

## Conservazione
La IUCN Red List, considerato il vasto areale, la tolleranza a diversi tipi di habitat e la popolazione presumibilmente numerosa, classifica S.leptura come specie a rischio minimo (Least Concern)).